# Christina Koch
Christina Hammock Koch (* 29. Januar 1979 in Grand Rapids, Michigan als Christina Hammock) ist eine US-amerikanische Astronautin. Am 14. März 2019 flog sie zur ISS, wo sie an den drei Langzeitexpeditionen 59 bis 61 teilnahm. Die Mission dauerte insgesamt 328 Tage; damit ist Koch die Frau mit dem bislang längsten Weltraumaufenthalt. In der historischen Rangliste der längsten Raumflüge belegt sie den 9. Platz.

## Leben
Christina Hammock Koch studierte an der North Carolina State University in Raleigh und erwarb dort je einen Bachelor-Abschluss in Physik und Elektrotechnik sowie im Anschluss einen Master in Elektrotechnik. Sie arbeitete als Elektroingenieurin am Labor für Hochenergie-Astrophysik des NASA Goddard Space Flight Centers. Von 2004 bis 2007 war sie wissenschaftliche Mitarbeiterin im Antarktis-Programm der Vereinigten Staaten. Im Rahmen dessen verbrachte sie eine Wintersaison auf der Amundsen-Scott-Südpolstation und eine weitere Saison auf der Palmer-Station. Von 2007 bis 2009 war Koch als Elektroingenieurin im Bereich Raumfahrt-Instrumentenentwicklung an der Johns-Hopkins-Universität tätig. Im Jahr 2010 kehrte sie zur Feldforschung zurück an die Palmer-Station in der Antarktis sowie mehreren Winteraufenthalte an der Summit-Station in Grönland. 2012 setzte Koch bei der National Oceanic and Atmospheric Administration (NOAA) ihre Arbeit an abgelegenen Stützpunkten fort. Sie war als Feldingenieurin im Observatorium der Global Monitoring Division des NOAA in Barrow (Alaska) und später als Stationsleiterin des Observatoriums in Amerikanisch-Samoa tätig.

## Astronautentätigkeit
Koch wurde am 17. Juni 2013 als Mitglied der NASA-Astronautengruppe 21 ausgewählt.
Am 15. März 2019 erreichte sie als Mitglied der Sojus-MS-12-Besatzung die ISS. Ursprünglich war vorgesehen, dass sie als Bordingenieurin an den Langzeitmissionen Expedition 59 und Expedition 60 teilnimmt, was in etwa einem Aufenthalt von einem halben Jahr entspricht. Wegen Verzögerungen bei der Fertigstellung der neuen US-Raumschiffe Crew Dragon und CST-100 Starliner wurde ihr geplanter Aufenthalt jedoch auf die Expedition 61 ausgeweitet, die zusätzlich noch verlängert wurde. Dies entspricht einer Aufenthaltsdauer von insgesamt elf Monaten.
Am 6. Februar 2020 kehrte Koch mit Sojus MS-13 zur Erde zurück.

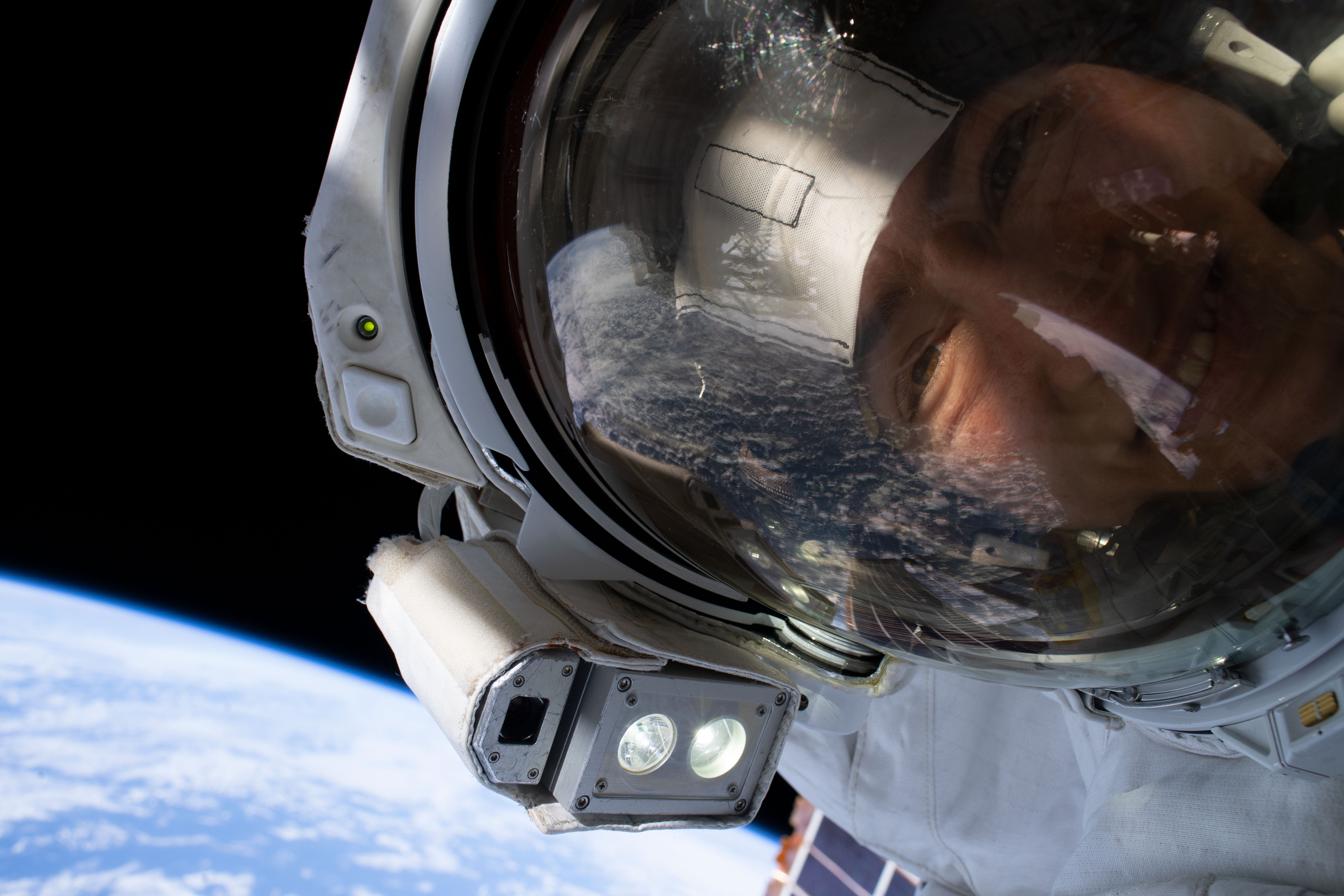
„Space-Selfie“ von Christina Koch, während des ersten Nur-Frauen-Außenbordeinsatzes der Geschichte (18. Oktober 2019)

Während ihres ISS-Aufenthalts unternahm Koch mehrere Außenbordeinsätze für Wartungsarbeiten an der Stromversorgung der Station. Ihren ersten Weltraumausstieg absolvierte sie gemeinsam mit Nick Hague am 22. März 2019, den zweiten mit Andrew Morgan am 6. Oktober. Die beiden Einsätze dauerten jeweils rund sieben Stunden. Ein dritter am 18. Oktober 2019 gemeinsam mit Jessica Meir erregte große Aufmerksamkeit, da zum ersten Mal ein rein weibliches Team im Außeneinsatz war. Der Einsatz dauerte sieben Stunden und 17 Minuten, einschließlich einer kurzen Live-Fernsehschaltung zu US-Präsident Donald Trump und Vizepräsident Mike Pence.
Im Dezember 2019 stellte Koch den vorherigen Weltrekord für einen durchgehenden Aufenthalt einer Frau im All ein und überbot ihn in der Folge mit 328 Tagen. Die US-Astronautin Peggy Whitson hatte ihn zuvor mit 289 Tage im ISS-Einsatz (2016/17) gehalten. Koch erreichte damit auch den zweitlängsten Aufenthalt eines US-Astronauten im All, nach Scott Kelly mit 340 Tagen.
Im Dezember 2020 wurde Koch als Kandidatin für Mondflüge im Rahmen des Artemis-Programms ausgewählt. Im April 2023 wurde sie gemeinsam mit Reid Wiseman, Victor J. Glover und Jeremy Hansen als Missionsspezialistin für Artemis 2 vorgestellt.

## Privates
Christina Hammock Koch ist verheiratet und lebt mit ihrem Ehemann Robert Koch in Texas. Zu ihren Hobbys gehören unter anderem Klettern, Segeln, Yoga sowie Fotografieren und Reisen.

## Trivia
Das Lied Christina’s Eyes des belgischen Sängers Milow wurde durch Koch inspiriert.